# Olympische Jugend-Sommerspiele 2014/Teilnehmer (Kuba)
| Gelbes Symbol für Goldmedaillen mit stilisierten Olympischen Ringen | Graues Symbol für Silbermedaillen mit stilisierten Olympischen Ringen | Braundes Symbol für Bronzemedaillen mit stilisierten Olympischen Ringen |
| ------------------------------------------------------------------- | --------------------------------------------------------------------- | ----------------------------------------------------------------------- |
| 2                                                                   | 1                                                                     | 1                                                                       |

Die Jugend-Olympiamannschaft aus Kuba für die II. Olympischen Jugend-Sommerspiele vom 16. bis 28. August 2014 in Nanjing (Volksrepublik China) bestand aus 12 Athleten.

## Athleten nach Sportarten

### Bogenschießen
Mädchen
- Rosangel Sainz
Einzel: 17. Platz
Mixed: 17. Platz (mit Luis Tapia  Mexiko)

### Boxen
Jungen
- Javier Ibáñez
Bantamgewicht: Gold
- Alain Limonta
Leichtgewicht: Silber
- Yordan Alain Hernández Morejón
Schwergewicht: Gold

### Judo
Jungen
- Iván Felipe Silva
Klasse bis 81 kg: Bronze 
Mixed: 5. Platz (im Team Van de Walle)

### Kanu
Jungen
- Héctor Bouza
Kajak-Einer Sprint: 5. Platz
Kajak-Einer Slalom: 9. Platz

### Rudern
| Mädchen - Ilianny Román Einer: 13. Platz | Jungen - Orlando Sotolongo Einer: 6. Platz |

### Schwimmen
| Mädchen - Elisbet Gámez 50 m Freistil: 24. Platz 100 m Freistil: 15. Platz 200 m Freistil: 14. Platz | Jungen - Luis Vega 400 m Freistil: 31. Platz 800 m Freistil: 21. Platz - Huberto del Rio 200 m Schmetterling: 11. Platz |

### Triathlon
Jungen
- Victor Herrera de la Hoz
Einzel: 26. Platz
Mixed: 10. Platz (im Team Welt 1)